# Ознобихина, Татьяна Владимировна
Татьяна Владимировна Ознобихина (укр. Тетяна Володимирівна Ознобіхіна, 21 ноября 1974, УССР, СССР) — украинская футболистка, выступавшая на позиции полузащитника.

## Достижения

### командные
Чемпион СНГ (1)1992
Чемпион страны (7)
Украины (6): 1994, 1995, 1999, 2002, 2003, 2004
России (1): 1996
Обладатель Кубка страны (4)
Украины (4): 1994, 1999, 2003, 2004

## Карьера
Футбольную карьеру начала в 1994 году в клубе «Донецк-Рось», который выступал в Высшей лиге чемпионата Украины. На Кубке чемпионов Содружества 1996 её заметили в России и пригласили в Самару. В сезонах 1996-1998 гг. провела за ЦСК ВВС.
В 2002 году усилила «Харьковчанку», впоследствии клуб стал «Харьков-кондиционером», «Металлистом» и «Арсеналом». В харьковских клубах выступала в течение 3 сезонов. Провела более 18 матчей и забила более 4 голов.